# Усатовский лицей имени П. Д. Вернидуба
Усатовский лицей имени П. Д. Вернидуба – общеобразовательное учебное заведение в селе Усатово, Одесского района, Одесской области. Основан 9 мая 1835 года. Назван в честь Героя Советского Союза Петра Вернидуба, родившегося в этом селе.

## История
В 1835 году 9 мая на Усатовских хуторах заработало приходское училище №49.
Позже оно называлось церковно-приходской школой. В церковно-приходской школе обучалось четыре десятка детей. После 1917 года школа была начальной, чуть позже была объединена с народным училищем, построенным в 1890 году, и она получила название Одесская школа №128. В двадцатые годы дети учились до пяти классов, до войны уже было семь классов. В 1954 году школа стала средней, её директором был назначен Михаил Платонович Бедриченко.
При основной школе с 1960 года действовала вечерняя школа рабочей молодёжи Одесского района, в состав которого в тот период входило село Усатово. Директором школы в 1962 году был назначен М. А. Авербух. Под руководством директора школы были собраны материалы для школьного музея, 1 сентября 1964 был открыт памятник Петру Вернидубу. В 1965 году постановлением Совета Министров УССР Усатовской средней школе присвоено имя Петра Даниловича Вернидуба.
В 1970-х годах, когда учеников становилось больше во много раз, школьники вынуждены были учиться в нескольких корпусах, отдельных для учеников разных классов, для столовой, спортзала и других кабинетов. Сооружение для новой школы решили строить в начале девяностых годов. Строительство окончилось только в 1998 году. Школьники во время строительства учились в две смены в здании, где теперь находится сельский совет.
В 2009 году силами учителей и учеников открыт Музей боевой славы, событие приурочено к 65-летию Победы в Великой Отечественной войне. В 2010 году за счёт бюджета Усатовского сельского совета построен новый памятник П. Д. Вернидубу.

## Директора
- 1954–1962 Бедриченко Михаил Платонович
- 1962–1978 Авербух Марк Абрамович
- 1978–1982 Бойченко Евгения Ивановна
- 1982–1984 Назина Людмила Петровна
- 1985–1988 Данилова Татьяна Валентиновна
- 1988–1995 Белецкий Владимир Феликсович
- 1995–2021 Савенко Светлана Георгиевна
- 2021 – наше время Голубкова Валентина Ивановна

## Названия
- 1835–ХІХ век, Приходское училище №49
- Конец XIX века – начало XX века, Церковно-приходская школа
- Начало XX века – 1965, Одесская школа №128
- 1965 – конец XX века, Усатовская ООШ имени П. Д. Вернидуба
- Начало XX века – 2022, Усатовский УВК школа-гимназия имени П. Д. Вернидуба
- 2022 – наше время Усатовский лицей имени П. Д. Вернидуба